# Église de Rantakylä
L'église de Rantakylä (en finnois : Rantakylän kirkko) est une église située à Joensuu en Finlande.

## Description
L'église de style moderne conçue par Veijo Martikainen, construite dans le quartier de Rantakylä, est terminée en 1981.  
Elle offre 350 places et la salle paroissiale contiguë offre 200 places supplémentaires.
On peut y voir la sculpture Aamu de Kain Tapper.
Ce relief de 2 mètres de haut et 1,5 mètre de large a reçu un accueil mitigé lors de son installation.
Le vitrail de Raimo Puustinen nommé Ilosanoma est fait de 1000 morceaux de verre.